# Wortkonstituente
Mit dem Begriff Wortkonstituente (oft auch schlicht verkürzt zu Konstituente) werden die morphologischen (= kleinsten bedeutungstragenden) Bestandteile bezeichnet, aus denen Wörter aufgebaut sind. Diese können aus nur einem Morph/Morphem bestehen oder auch aus einer Kombination davon. Einfache Wörter (Simplizia) wie „Bach“, „Hut“ und „Weg“ bestehen aus nur einem Morphem und damit aus einer Wortkonstituente. Komplexe Wörter wie „Rechtsanwalt“, „Schreibtisch“ oder „Hochschulschriften“ bestehen aus mehreren Morphemen, die je für sich oder auch in Kombination miteinander Wortkonstituenten sein können. Mit dem Aufbau komplexer Wörter aus Konstituenten befasst sich vor allem die Wortbildung; aber auch Flexionsendungen sind Konstituenten von Wörtern.

## Beispiel
Das Wort „Schreibtisch“ besteht aus zwei Wortkonstituenten, die zugleich auch Morphe/Morpheme sind: „schreib-“ und „Tisch“. Das Wort „Wortforschung“ besteht ebenfalls aus zwei Wortkonstituenten: „Wort“ und „Forschung“. Dabei ist „Wort“ wiederum ein Morph/Morphem; „Forschung“ dagegen ist eine Wortkonstituente, die ihrerseits aus zwei Konstituenten besteht, die selbst wieder Morphe/Morpheme sind: aus dem Verbstamm „forsch-“ und dem Wortbildungsmorph „-ung“. Wortkonstituenten der verschiedenen Analyseebenen erarbeitet die IC-Analyse.